# Heligmonevra griseola
Heligmonevra griseola är en tvåvingeart som beskrevs av H. Oldroyd 1960. Heligmonevra griseola ingår i släktet Heligmonevra och familjen rovflugor.
Artens utbredningsområde är Madagaskar. Inga underarter finns listade i Catalogue of Life.